# Affondatore
L’Affondatore fut un cuirassé réalisé pour le compte de la jeune marine italienne, par des chantiers navals britanniques expérimentés, en prévision de la guerre contre l'Autriche. 

Il arriva en Italie juste pour le déclenchement des hostilités. Il participa à la bataille de Lissa, avec à son bord l'amiral Carlo Pellion di Persano, ne subissant que peu de dommages malgré la défaite italienne. Cependant, après son retour à Ancône, il coula lors d'une tempête. Renfloué et réparé, on le modifia en supprimant sa voilure, pour améliorer sa stabilité. Il connut ensuite une carrière longue et sans histoire dans la Marina militare, subissant plusieurs refontes pour modernisation de ses équipements.

## Construction
Conformément aux idées tactiques en vigueur à son époque, l’Affondatore fut conçu comme un type particulier de navire cuirassé, appelé en Italie Ariete Corazzato, ou bélier cuirassé, qui était censé utiliser l'éperon comme arme principale. Le rostre en fer forgé mesurait 2,5 mètres de long, et était placé dans le prolongement de l'étrave. 
La coque était protégée tout du long par une ceinture cuirassée, épaisse de 127 millimètres, s'étendant de 1,2 mètre au-dessous de la ligne de flottaison à 2,2 mètres au-dessus. Chose exceptionnelle pour l'époque, le pont était blindé par des tôles de 50 millimètres, qui couvraient toute la surface. Autre caractéristique très moderne, le montage de l'artillerie en tourelles complètes, blindées à 127 mm. Seules deux pièces étaient embarquées, mais de très fort calibre, des 220 mm Armstrong se chargeant par la bouche.
La propulsion était surtout assurée par vapeur, la seule voilure prévue était deux brigantines, et un foc, qui furent rapidement démontés après le naufrage de 1866. Huit chaudières en parallélépipède, réparties en deux locaux de chauffe, chacun bénéficiant de sa cheminée, alimentaient une machine à vapeur unique de type horizontale à deux cylindres. Cet ensemble propulsif agissait sur une hélice unique, et délivrait jusqu'à une puissance de 2 682 chevaux, ce qui permettait à ce navire assez fin d'atteindre dans de bonnes conditions près de treize nœuds.

## Refontes

### 1867
Suppression du gréement.

### 1873
Remplacement des pièces de 220 mm par des 254 mm. Les deux mâts sont remplacés par un mât unique avec hune devant les cheminées.

### 1883-1885
Mise en place d'un rouf entre les deux tourelles, surmonté de deux mâts et de six pièces de 120 mm, derrière boucliers. Remplacement de l'appareil moteur et montage de quatre tubes lance-torpilles.

## Carrière
- Bataille de Lissa
- Naufrage dans le port d'Ancône
- Renflouement et réparation à Gènes
- De 1867 à 1873, stationné à La Spezia
- 1873, refonte
- De 1873 à 1881, escadre permanente
- 1881 et 1882, détaché en Égypte
- De 1883 à 1885, 2e refonte
- De 1886 à 1899, escadre permanente
- De 1900 à 1907, navire école des torpilleurs à la Spézia.